# Marcin Chwiałkowski

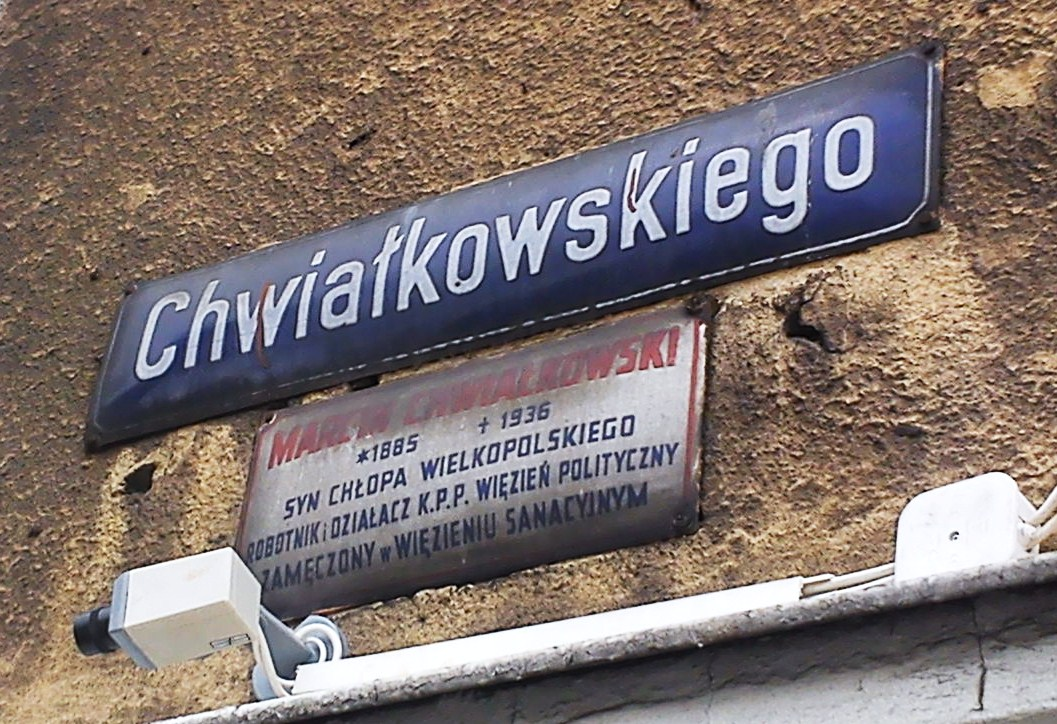
Tablica na ul. Chwiałkowskiego w Poznaniu

Marcin Chwiałkowski (ur. 24 października 1885 w Wojnowie, zm. 17 kwietnia 1938 w Grudziądzu) – polski działacz robotniczy, członek socjaldemokracji niemieckiej i Komunistycznej Partii Polski, radny Poznania (1929–1932), górnik.

## Życiorys
Ukończył szkołę ludową w Przebędowie. Od najmłodszych lat zmuszony był pracować, ze względu na sytuację finansową rodziny. W wieku 15 lat przeniósł się do Poznania, gdzie zatrudnił się jako pomocnik rybaka na Chwaliszewie. W latach 1912–1918 pracował jako górnik w Zagłębiu Ruhry. Tam związał się z niemieckim ruchem socjaldemokratycznym. W 1916 roku podczas krótkiej wizyty w Poznaniu został zaprzysiężony jako spiskowiec tajnej organizacji niepodległościowej „Unia”. Po rozłamie w SPD przystąpił do Związku Spartakusa. Brał udział w rewolucji listopadowej. Po powrocie do Poznania stał się jednym z lokalnych przywódców KPRP.
W wyborach parlamentarnych 1922 roku był kandydatem do Sejmu z listy Związku Proletariatu Miast i Wsi. Po raz pierwszy skazany za działalność komunistyczną w 1925 roku na 3 lata. Wyrok odbył w więzieniu w Rawiczu.
W wyborach z 6 października 1929 otrzymał mandat do rady miejskiej Poznania z listy Bloku Jedności Robotniczej, a utracił go po procesie, w którym Sąd Okręgowy w Poznaniu orzekł, że dopuścił się zdrady stanu oraz podżegania tłumu do antypaństwowych rozruchów. Do procesu doszło w wyniku aresztowania pod zarzutem zorganizowania 5 dni wcześniej (1 września 1929) Dnia młodzieży komunistycznej.
W okresie od 10 lipca 1920 do 15 stycznia 1921 mieszkał w Poznaniu przy ul. Szwajcarskiej (później Chwiałkowskiego, obecnie Jana Spychalskiego) nr 5. W mieszkaniu przy ul. Poplińskich 12 w Poznaniu na zebraniach Poznańskiego Oddziału Związku Myśli Wolnej wygłaszał w latach 1934–1935 przemówienia.
Skazany na 6 lat pozbawienia wolności w 1936 za działalność komunistyczną. Zmarł w 1938 w szpitalu więziennym wskutek powikłań po gruźlicy w Grudziądzu. Prawdopodobnie został pochowany na podwórzu więzienia. W ostatniej drodze towarzyszyło mu dwóch więziennych grabarzy i dozorca.

## Życie prywatne
Pochodził z rodziny o tradycjach patriotycznych. Jego dziadek był kosynierem w czasie powstania wielkopolskiego w 1848 roku, podczas którego zginął (według rodzinnej legendy miał go zabić generał Friedrich von Colomb). Ojciec Marcina, Franciszek, walczył w powstaniu styczniowym, po którego klęsce został zesłany na Sybir. Po odbyciu kary wrócił do Wielkopolski i miał opinię „buntownika” (jednakowo nienawidził polskich ziemian, jak i Prusaków).
Jego siostrzeńcem był Stanisław Nogaj.
Był związany z Marią Pawlak z domu Orwat. W 1926 roku, po śmierci jej męża Wojciecha, usynowił jej syna Edwarda, późniejszego adwokata (1923–1992).

## Upamiętnienie
W latach 1949–2017 jedna z ulic na poznańskiej Wildzie, przy której mieszkał Marcin Chwiałkowski nosiła nazwę Marcina Chwiałkowskiego (wcześniej Szwajcarska). Obecnie jest to ulica imienia Jana Spychalskiego, malarza (1893–1946). Zmiana nazwy ulicy wywołała niezgodę wśród mieszkańców ulicy oraz członków Partii Razem.
Budynki POSiR-u znajdujące się przy tej ulicy (baseny, lodowisko) nazywane były potocznie Chwiałką – od nazwiska patrona ulicy, nazwa ta weszła w skład oficjalnej nazwy obiektu Poznańskie Ośrodki Sportu i Rekreacji – Oddział Chwiałka. W grudniu 2017 roku na mocy zarządzenia zastępczego wojewody wielkopolskiego w ramach dekomunizacji ponownie przemianowano nazwę ulicy, która obecnie upamiętnia Jana Spychalskiego.
Według badania przeprowadzonego w 2010 przez Pentor dla Politechniki Poznańskiej 6% badanych, proszonych o wskazanie „ludzi, którzy wnoszą/wnieśli duży wkład w rozwój naszego regionu” (Wielkopolski) podało nazwisko M. Chwiałkowskiego (8. miejsce wraz z Bolesławem Chrobrym, Ignacym Mościckim, Dezyderym Chłapowskim i Stefanem Stuligroszem).